# Dospat (obchtina)
Dospat (bulgare : Доспат) est une obchtina de l'oblast de Silistra en Bulgarie.